# ال. بروس آرچر
ال. بروس آرچر (به انگلیسی: لئونارد بروس آرچر)؛ (زادۀ ۲۲ نوامبر ۱۹۲۲ میلادی – درگذشتۀ ۱۶ مهٔ ۲۰۰۵ میلادی) یک مهندس مکانیک و استاد تحقیقات طراحی در کالج سلطنتی هنر (آرسی‌ای) بود که از تحقیقات در طراحی دفاع می‌کرد و به ایجاد طراحی به عنوان یک رشتۀ دانشگاهی کمک کرد. او دارای نشان فرماندۀ والا مقام امپراتوری بریتانیا است.
آرچر بیشتر عمر کاری خود را در مدارس هنر و طراحی گذراند، از جمله بیش از ۲۵ سال در آرسی‌ای. او استفاده از تجزیه و تحلیل در سطح سیستم، طراحی مبتنی بر شواهد و ارزیابی را از طریق آزمایش میدانی در طراحی صنعتی ترویج کرد و تیمی چند رشته‌ای را رهبری کرد که این روش‌ها را در عمل به کار گرفتند، از جمله مهم‌ترین کاربرد آن‌ها در طراحی تخت بیمارستانی استاندارد بریتانیا بود. او در ادامه به ریاست بخش تحقیقات و تدریس در مقطع کارشناسی ارشد رسید، جایی که او تشخیص داد که تحقیقات علمی در طراحی به همان اندازه که در علوم انسانی و علوم نقش دارد، در هنر نیز حیاتی است؛ و استدلال می‌کند که طراحی، تحقیق و دانش خاص خود را تضمین می‌کند و رشته‌ای کمتر از رشته‌های دانشگاهی معمول نیست. او پیشنهاد کرد که مدل‌سازی به‌عنوان شایستگی اساسی طراحی به رسمیت شناخته شود، همان‌طور که محاسبات زیربنای ریاضیات و سواد، زیربنای علوم انسانی است و معتقد بود که – مانند سواد و اعداد – باید به‌ صورت گسترده آموزش داده شود.
آرچر نسلی از محققان طراحی را آموزش داد و به آن‌ها نشان داد که چگونه رویه‌های تحقیقات علمی مبتنی بر شواهد مستدل و تجزیه و تحلیل سیستماتیک به همان اندازه که در موضوعات آکادمیک سنتی‌تر در طراحی نیز کاربرد دارد. برای تمرین طراحی، او استدلال می‌کرد که نیاز به روش و دقت وجود دارد، و تصمیمات باید ثبت و توضیح داده شوند تا در صورت لزوم بتوان از آن‌ها دفاع کرد. در عصر مدرن، پزشکان از طریق الزامات تضمین کیفیت با این مسائل آشنا هستند، در حالی که در دانشگاه، تمرین سنجش تحقیق حتی جامعۀ هنر و طراحی را به سمت جدی گرفتن تحقیقات سوق داده‌ است. ایده‌های آرچر رادیکال و پیشگام بودند و وجود بخش تحقیقاتی او – در یک کالج هنر – بحث‌برانگیز بود. نیروی شخصیتی و توانایی متقاعدکننده‌اش در استدلال کردن با شفافیت و قاطعیت مطلق، بقای بخش را تضمین کرد و به او فرصت داد تا نشان دهد که طراحی فقط یک مهارت هنری نیست، بلکه در نوع خود یک رشتۀ دانش-محور است.